# Bunefer
| b | nfr | f · r |

| b | nfr | f · r |

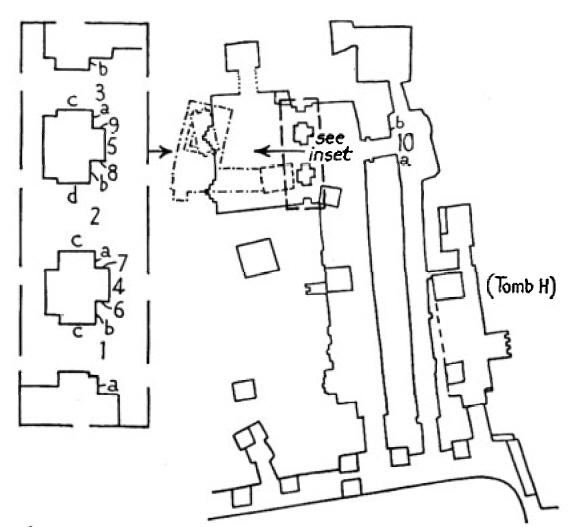
Tumba de Bunefer

Bunefer fue una antigua reina egipcia de la dinastía IV o V. No se sabe con qué rey se casó. Bunefer fue enterrada en la tumba G 8408 en el Campo Central de la Necrópolis de Guiza.

## Vida
Los títulos de Bunefer se conservaron en su tumba en Guiza: Esposa del rey (ḥmt-nisw), Grande del cetro hetes (wrt-hetes), Grande del cetro hetes de las dos damas (wrt-hetes-nbti), La que ve a Horus y a Seth (m33t-ḥrw-stẖ), La esposa del rey, su amada (ḥmt-nisw mryt.f), La hija del cuerpo del rey (z3t-niswt-nt-ẖt.f), Sacerdotisa de Hathor (ḥmt -ntr-ḥwt-ḥrw), Sacerdotisa de Tjazepef (ḥmt-ntr-t3-zp.f), Sacerdotisa de Horus Shepsesket (ḥmt-ntr-hrw-špss-ht), y Amada y venerada sacerdotisa de Shepses-nebti (ḥmt-ntr-špss-nbti-mryt.f-im3ḫt.f).
Los títulos de Bunefer como sacerdotisa de Shepseskaf han llevado a la teoría de que Bunefer pudo haber sido esposa o hija de este soberano. Su tumba se encuentra cerca del complejo de Jentkaus I, lo que sugiere que vivió hacia finales de la cuarta o principios de la quinta dinastía. También se ha sugerido que ella era la esposa del enigmático rey Dyedefptah.
Janosi ha señalado que la construcción de la tumba de Bunefer data de algún tiempo después de la construcción de la tumba de Jentkaus. Pero la fecha precisa de ese monumento tampoco está clara. Sin embargo, parece que la tumba de Bunefer es más probable que date de la V dinastía.

## Entierro
La tumba de Bunefer excavada en la roca se encuentra al norte del complejo funerario de la reina Jentkaus I en el campo central. La fachada de la tumba se abre hacia el sur y una gran puerta conduce a una gran capilla. Hacia el este, otra puerta más discreta permite entrar a la tumba. El nombre y los títulos de Bunefer aparecen en las paredes y los pilares de la sala. En una de las escenas se menciona a un hijo, pero tiene los simples títulos de juez e inspector de los escribas. La cámara funeraria de Bunefer contenía un sarcófago de piedra caliza blanca. Dentro del sarcófago se encontró un cráneo femenino de una mujer que se estima rondaba la treintena. Es posible que este sea el cráneo de la reina Bunefer.